# Кубок Мексики по футболу
Кубок Мексики по футболу (исп. Copa MX; бывшие названия — Copa Tower, Copa Eliminatoria, Copa México) — мексиканский футбольный турнир, проводящийся с 1907 года.
В первые годы существования в Кубке Мексики участвовали как любительские, так и профессиональные команды. Это был общенациональный турнир в стране и по этой причине получил большую популярность. С течением времени турнир потерял свою популярность, особенно с учреждением чемпионата страны.
Предшественниками Кубка Мексики были Кубок Реджинальда Тауэра и Кубок отбора. С введением профессионализма Кубок Мексики проводился регулярно до сезона 1971/72 включительно, затем состоялось ещё три розыгрыша. В сезоне 1987/88 турнир был возрождён и проводился вплоть до сезона 1996/97 (кроме сезонов 1992/93 и 1993/94), после чего был вновь упразднён.
В 2012 году президент Лиги МХ объявил о возрождении турнира под новым названием Copa MX. Кубок Мексики стал проводиться дважды в год, совпадая с расписанием чемпионатов Апертуры и Клаусуры Лиги МХ.

## История

### Кубок Тауэра (1907/08 — 1918/19)
Кубок Тауэра был учреждён в 1907 году, после того как посол Великобритании в Мексике Реджинальд Тауэр пожертвовал первый трофей на проведение турнира. В связи с этим соревнование получило название Кубок Тауэра (Copa Tower). Первоначально в турнире участвовали клубы из столицы страны Мехико и прилегающих окрестностей. Победителем первого турнира сезона 1907/08 стала «Пачука», выигравшая в финале у «Реформы». В 1919 году трофей был отдан на постоянное хранение «Реал Эспанье», когда команда завоевала кубок в третий раз подряд. В целом, Кубок Тауэра разыгрывался 11 раз, больше всех отличилась «Реал Эспанья», завоевавшая четыре титула.

### Кубок отбора (1919/20 — 1931/32)
Новый трофей был подарен лигой Примера Фуэрса (региональной любительской лигой из окрестностей Мехико) и с 1920 года кубок стал разыгрываться под именем Copa Eliminatoria («Кубок отбора»). Под этим именем турнир разыгрывался шесть раз с 1920 по 1926 год. Трижды в этот период кубок завоёвывал столичный клуб «Астуриас». С сезона 1926/27 по 1932 год турнир не разыгрывался. Титулы предшественников Кубка Мексики обычно не включаются в общую статистику современного профессионального Кубка Мексики.

### Кубок Мексики (1932/33 — 1996/97)
После основания Федерации футбола Мексики в 1927 году турниру был подарен третий трофей. Соревнование возобновилось с сезона 1932/33 под именем Copa México («Кубок Мексики») и в дальнейшем пользовалось поддержкой президента Мексики Ласаро Карденаса. Первым обладателем Кубка Мексики стал клуб «Некакса». Розыгрыш кубка в сезоне 1942/43 стал последним в допрофессиональной эпохе мексиканского футбола. Любительские титулы обычно не включаются в общую статистику современного профессионального Кубка Мексики.
В 1943 году турнир вошёл в профессиональную эпоху и разыгрывался между представителями Лиги Майор (высшего дивизиона). Начиная с 1950 года в турнире также стали участвовать команды второго дивизиона, за исключением сезонов 1956/57, 1963/64, 1994/95 и 1995/96.
В сезоне 1944/45 «Пуэбла» стала лучшим новичком в истории высшего дивизиона, выиграв Кубок Мексики и став вице-чемпионом страны.
Клуб «Леон» стал первым суперчемпионом (Campeonísimo), выиграв чемпионат страны и Кубок Мексики в сезоне 1948/49. В дальнейшем подобное повторилось лишь четырежды («Крус Асуль» в сезоне 1968/69, «Гвадалахара» в 1969/70, «Пуэбла» в 1989/90 и «Некакса» в 1994/95).
Упадок турнира начался после сезона 1995/96, когда лига перешла на новый формат, разделив сезон на два коротких чемпионата — Зимний и Летний. После этих изменений болельщики стали терять интерес к более длительной круговой системе розыгрыша кубка. В 1997 году было объявлено, что мексиканские клубы смогут участвовать в Кубке Либертадорес начиная с 1998 года. Расписание матчей стало настолько напряжённым, что Федерация футбола Мексики решила приостановить турнир Кубка Мексики на неопределённое время.

### Copa MX (2012/13 — н.в.)
В 2012 году новый президент Лиги МХ Десио де Мария Серрано объявил о возрождении Кубка Мексики. Также как и чемпионат страны, Кубок Мексики разделён на короткие турниры Апертуры и Клаусуры. В соревновании участвуют команды Лиги МХ (высшего дивизионы) и Ассенсо МХ (второго дивизиона). Возрождённый турнир поставил перед собой следующие цели — создание дополнительного турнира, способствующего развитию молодых игроков, поощрение соревнования между клубами высшего и второго дивизионов и предоставление болельщикам свежего альтернативного состязания.
В сезоне 2019/20 формат турнира пришлось изменить в связи с пандемией COVID-19. Был проведён единый розыгрыш за сезон, а финал состоялся уже в конце года. Следующий розыгрыш был отменён.

## Финалы

### Кубок Тауэра
| Сезон   | Победитель      | Счёт | Финалист     |
| 1907/08 | Пачука          | 4:0  | Реформа      |
| 1908/09 | Реформа         | 3:2  | ФК Мексика   |
| 1909/10 | Реформа         | 3:1  | Астуриас     |
| 1910/11 | Британский клуб | 2:1  | Клуб Эспанья |
| 1911/12 | Пачука          | 4:0  | Реформа      |
| 1912/13 | Не проводился   | —    | —            |
| 1913/14 | ФК Мексика      | 3:0  | Астуриас     |
| 1914/15 | Клуб Эспанья    | 4:2  | Астуриас     |
| 1915/16 | Роверс          | 3:1  | Клуб Эспанья |
| 1916/17 | Клуб Эспанья    | 5:1  | ФК Мексика   |
| 1917/18 | Клуб Эспанья    | 1:0  | Тигрес       |
| 1918/19 | ФК Германия     | 3:1  | Пачука       |

### Кубок отбора
| Сезон   | Победитель    | Счёт | Финалист     |
| 1919/20 | Не проводился | —    | —            |
| 1920/21 | ФК Мексика    | 4:2  | ФК Германия  |
| 1921/22 | Астуриас      | 4:1  | Реал Эспанья |
| 1922/23 | Астуриас      | 3:0  | Реал Эспанья |
| 1923/24 | Астуриас      | 5:3  | Реформа      |
| 1924/25 | Некакса       | 3:2  | Астуриас     |
| 1925/26 | Некакса       | 4:2  | Реал Эспанья |

### Кубок Мексики (допрофессиональный период)
| Сезон   | Победитель    | Счёт | Финалист     |
| 1932/33 | Некакса       | 3:1  | Германия     |
| 1933/34 | Астуриас      | 4:1  | Америка      |
| 1934/35 | Не проводился | —    | —            |
| 1935/36 | Некакса       | 2:1  | Астуриас     |
| 1936/37 | Астуриас      | 5:3  | Америка      |
| 1937/38 | Америка       | 3:1  | Реал Эспанья |
| 1938/39 | Астуриас      | 4:3  | Реал Эспанья |
| 1939/40 | Астуриас      | 1:0  | Некакса      |
| 1940/41 | Астуриас      | 4:2  | Некакса      |
| 1941/42 | Атланте       | 3:0  | Астуриас     |
| 1942/43 | Моктесума     | 3:1  | Америка      |

#### Статистика
| Клуб             | Титулов | Финалов | Примечание |
| ---------------- | ------- | ------- | --- |
| Астуриас         | 8       | 6       | Основан в 1918 году; футбольная команда расформирована в 1950 году; в настоящий момент культивируются другие виды спорта                                                                 |
| Реал Эспанья     | 4       | 6       | Основан как «Клуб Эспанья» в 1912 году; получил королевский титул в 1919 году; футбольная команда расформирована в 1950 году; в настоящий момент культивируются другие виды спорта       |
| Некакса          | 4       | 2       | Основан в Мехико в 1923 году; с 2003 года выступает в Агуаскальентесе |
| Пачука           | 2       | 2       | В первые годы существования назывался «Пачука» Атлетик Клуб; с 1950 — ФК «Пачука» |
| Реформа          | 2       | 3       | Образован в 1894 году; в 1914 году из-за отъезда британцев на Первую мировую войну приостановил деятельность; функционировал с 1920 по 1924 год; с 1948 года играет в любительских лигах |
| Мексика          | 2       | 2       | Существовал в 1910—1934 годах; в сезоне 1931/32 назывался «Атлетико Мехико» |
| Америка (Мехико) | 1       | 3       | |
| Британский клуб  | 1       | 0       | Существовал в 1902—1912 годах; после расформирования часть игроков образовала «Роверс»                                                                                                   |
| Роверс           | 1       | 0       | Существовал в 1912—1916 годах; из-за отъезда британцев на Первую мировую войну был расформирован                                                                                         |
| Атланте          | 1       | 0       | Основан в 1918 году в Мехико; в 1989 году переехал в Сантьяго-де-Керетаро; в 2002 переехал в Несауалькойотль; с 2007 представляет Канкун                                                 |
| Моктесума        | 1       | 0       | Основан в 1932 году; расформирован в 1950 году |

### Профессиональный период (1943—1997)
| Сезон             | Победитель                 | Счёт                 | Финалист                   | Главный тренер         |
| ----------------- | -------------------------- | -------------------- | -------------------------- | ---------------------- |
| 1942/43           | Моктесума                  | 5:3 (д.в.)           | Атланте                    | Эдуардо Морилья        |
| 1943/44           | Реал Эспанья               | 6:2                  | Атланте                    | Родольфо Бутч Муньос   |
| 1944/45           | Пуэбла                     | 6:4                  | Америка                    | Эдуардо Морилья        |
| 1945/46           | Атлас                      | 5:4 (д.в.)           | Атланте                    | Эдуардо Вальдатти      |
| 1946/47           | Моктесума                  | 4:3                  | Оро                        | Хулио Кайсер           |
| 1947/48           | Веракрус                   | 3:1                  | Гвадалахара                | Хоакин Уркиага         |
| 1948/49           | Леон                       | 3:0                  | Атланте                    | Хосе Мария Касульо     |
| 1949/50           | Атлас                      | 3:1                  | Веракрус                   | Эдуардо Вальдатти      |
| 1950/51           | Атланте                    | 1:0                  | Гвадалахара                | Октавио Виаль          |
| 1951/52           | Атланте                    | Финальный этап       | Гвадалахара                | Грегорио Бласко        |
| 1952/53           | Пуэбла                     | 4:1                  | Леон                       | Исидро Лангара         |
| 1953/54           | Америка                    | 1:1 (3:2) Пенальти   | Гвадалахара                | Октавио Виаль          |
| 1954/55           | Америка                    | 1:0                  | Гвадалахара                | Октавио Виаль          |
| 1955/56           | Толука                     | 2:1                  | Ирапуато                   | Фернандо Маркос        |
| 1956/57           | Сакатепек                  | 2:1                  | Леон                       | Игнасио Трельес        |
| 1957/58           | Леон                       | 5:2 (д.в.)           | Сакатепек                  | Антонио Лопес Эрранс   |
| 1958/59           | Сакатепек                  | 2:1                  | Леон                       | Игнасио Трельес        |
| 1959/60           | Некакса                    | 4:1                  | Тампико Мадеро             | Дональдо Росс          |
| 1960/61           | Тампико Мадеро             | 1:0                  | Толука                     | Николас Пальма         |
| 1961/62           | Атлас                      | 3:3 Переигровка: 1:0 | Тампико Мадеро             | Хосе Карлос Бауэр      |
| 1962/63           | Гвадалахара                | 2:1                  | Атланте                    | Хавьер де ла Торре     |
| 1963/64           | Америка                    | 1:1 (5:4) Пенальти   | Монтеррей                  | Алехандро Скопелли     |
| 1964/65           | Америка                    | 4:0                  | Морелия                    | Алехандро Скопелли     |
| 1965/66           | Некакса                    | 3:3 Переигровка: 1:0 | Леон                       | Мигель Марин           |
| 1966/67           | Леон                       | 2:1                  | Гвадалахара                | Луис Гриль             |
| 1967/68           | Атлас                      | 2:1                  | Веракрус                   | Хавьер Новельо         |
| 1968/69           | Крус Асуль                 | 2:1 (д.в.)           | Монтеррей                  | Рауль Карденас         |
| 1969/70           | Гвадалахара                | 3:2 2:1              | Торреон                    | Хавьер де ла Торре     |
| 1970/71           | Леон                       | 0:0 (10:9) Пенальти  | Сакатепек                  | Антонио Карбахаль      |
| 1971/72           | Леон                       | Финальный этап       | Пуэбла                     | Антонио Карбахаль      |
| 1972:73           |                            | Не проводился        |                            |                        |
| 1973/74           | Америка                    | 2:1 1:1              | Крус Асуль                 | Хосе Антонио Рока      |
| 1974/75           | УНАМ Пумас                 | Финальный этап       | Универсидад де Гвадалахара | Арпад Фекете           |
| 1975/76           | УАНЛ Тигрес                | 2:0 1:2              | Америка                    | Клаудио Лостанау       |
| 1976:87           |                            | Не проводился        |                            |                        |
| 1987/88           | Пуэбла                     | 0:0 1:1 (г.в.)       | Крус Асуль                 | Уго Фернандес          |
| 1988/89           | Толука                     | 1:1 2:1 (д.в.)       | Универсидад де Гвадалахара | Эктор Санабрия         |
| 1989/90           | Пуэбла                     | 4:1 0:2              | УАНЛ Тигрес                | Мануэль Лапуэнте       |
| 1990/91           | Универсидад де Гвадалахара | 1:0 0:0              | Америка                    | Альберто Герра         |
| 1991/92           | Монтеррей                  | 4:2                  | Кобрас де Керетаро         | Мигель Мехия Барон     |
| 1992:94           |                            | Не проводился        |                            |                        |
| 1994/95           | Некакса                    | 2:0                  | Веракрус                   | Мануэль Лапуэнте       |
| 1995/96           | УАНЛ Тигрес                | 1:1 1:0              | Атлас                      | Виктор Мануэль Вусетич |
| 1996/97           | Крус Асуль                 | 2:0                  | Неса                       | Виктор Мануэль Вусетич |
| 1997/98 — 2011/12 |                            | Не проводился        |                            |                        |

### Кубок MX (с 2012 года)
| Сезон         | Победитель         | Счёт               | Финалист            | Главный тренер         |
| ------------- | ------------------ | ------------------ | ------------------- | ---------------------- |
| Апертура 2012 | Дорадос де Синалоа | 2:2 (5:4) Пенальти | Коррекаминос        | Пако Рамирес           |
| Клаусура 2013 | Крус Асуль         | 0:0 (4:2) Пенальти | Атланте             | Гильермо Васкес        |
| Апертура 2013 | Морелия            | 3:3 (3:1) Пенальти | Атлас               | Карлос Бустос          |
| Клаусура 2014 | УАНЛ Тигрес        | 3:0                | Алебрихес де Оахака | Рикардо Ферретти       |
| Апертура 2014 | Сантос Лагуна      | 2:2 (4:2) Пенальти | Пуэбла              | Педру Кайшинья         |
| Клаусура 2015 | Пуэбла             | 4:2                | Гвадалахара         | Хосе Гвадалупе Крус    |
| Апертура 2015 | Гвадалахара        | 1:0                | Леон                | Матиас Альмейда        |
| Клаусура 2016 | Веракрус           | 4:1                | Некакса             | Карлос Рейносо         |
| Апертура 2016 | Керетаро           | 0:0 (3:2) Пенальти | Гвадалахара         | Виктор Мануэль Вусетич |
| Клаусура 2017 | Гвадалахара        | 0:0 (3:1) Пенальти | Морелия             | Матиас Альмейда        |
| Апертура 2017 | Монтеррей          | 1:0                | Пачука              | Антонио Мохамед        |
| Клаусура 2018 | Некакса            | 1:0                | Толука              | Игнасио Амбрис         |
| Апертура 2018 | Крус Асуль         | 2:0                | Монтеррей           | Педру Кайшинья         |
| Клаусура 2019 | Америка            | 1:0                | Хуарес              | Мигель Эррера          |
| 2019/20       | Монтеррей          | 1:0 1:1            | Тихуана             | Антонио Мохамед        |

#### Статистика
| Клуб                    | Побед | Финалов |
| ----------------------- | ----- | ------- |
| Америка                 | 6     | 3       |
| Леон                    | 5     | 4       |
| Пуэбла                  | 5     | 3       |
| Гвадалахара             | 4     | 8       |
| Крус Асуль              | 4     | 2       |
| Некакса                 | 4     | 1       |
| Атлас                   | 4     | 1       |
| Монтеррей               | 3     | 2       |
| УАНЛ Тигрес             | 3     | 1       |
| Атланте                 | 2     | 4       |
| Веракрус                | 2     | 3       |
| Сакатепек               | 2     | 2       |
| Толука                  | 2     | 2       |
| Тампико Мадеро          | 1     | 2       |
| Леонес Негрос [УдеГ]    | 1     | 2       |
| Монаркас Морелия        | 1     | 2       |
| Керетаро                | 1     | 0       |
| Сантос Лагуна           | 1     | 0       |
| Дорадос де Синалоа      | 1     | 0       |
| Реал Эспанья            | 1     | 0       |
| Моктесума де Орисаба    | 1     | 0       |
| УНАМ Пумас              | 1     | 0       |
| Оро                     | 0     | 1       |
| Ирапуато                | 0     | 1       |
| Торреон                 | 0     | 1       |
| Кобрас де Сьюдад-Хуарес | 0     | 1       |
| Торос Неса              | 0     | 1       |
| Коррекаминос            | 0     | 1       |
| Алебрихес де Оахака     | 0     | 1       |
| Пачука                  | 0     | 1       |
| Хуарес                  | 0     | 1       |
| Тихуана                 | 0     | 1       |